# تشيداناند ساراسواتي
البوجيا سوامي تشيداناند ساراسواتي  (يطلق عليه تلاميذه اسم البوجيا سوامي أو البوجيا مونيجي) ، هو الأب الروحي ورئيس بارمارث نيكيتان الأشرم، مؤسسة روحية مقرها في ريشيكيش, الهند. وهو أيضا المؤسس والزعيم الروحي لمعبد الهندوجين في بيتسبرغ. و هوعضو المنتدى الاستشاري في مركز الملك عبدالله بن عبدالعزيز العالمي للحوار بين أتباع الأديان والثقافات

## الحياة
ولد في 3 حزيران / يونيه 1952.